# Oholot (Talmud)
Oholot (en hebreo: מסכת אהלות) (transliterado: Masejet Oholot ) es el segundo tratado del orden de Tohorot de la Mishná. El tratado consta de 18 capítulos, que tratan sobre la impureza ritual de los cadáveres, y sobre la peculiaridad que tienen los mismos para hacer que todos los objetos ubicados dentro de la misma estructura (por ejemplo: una tienda de campaña) también sean considerados impuros. Según una leyenda judía, se trata de uno de los tractatos más importantes del Talmud: Se dice que el Rey David pidió a Dios que la lectura del Libro de los Salmos fuera considerada como el equivalente al estudio del tratado talmúdico de Oholot. No hay una Guemará para Oholot, ni en el Talmud babilónico, ni en el Talmud de Jerusalén. Algunos sugieren que el nombre de este tratado debería ser "Ahilot" en lugar de "Oholot", que significa "tiendas". Esto se debe a que la discusión no sólo se centra en la transferencia de la impureza ritual (terumah) a través de las tiendas de campaña, sino también a través de otras estructuras.